# フライングチルダーズ系
フライングチルダーズ系（Flying Childers Line）とは、18世紀のサラブレッドに存在していた父系。フライングチルダーズを始祖とする。現在サラブレッドとしては弟バトレットチルダーズやヘロドの父系に押され断絶しているが、スタンダードブレッド・アメリカ乗用馬・テネシー乗用馬、その他トロッター、乗用馬等へ受け継がれている。特に北米のスタンダードブレッドの99%はこの父系に属すとされ、競走馬としての実頭数はヘロド系やマッチェム系を上回る規模にある。

## サイアーライン
- Darley Arabian 1700
  - Bartlet's Childers（全弟） 1716　---→エクリプス系参照
  - Flying Childers 1714　　　---↓フライングチルダーズ系
    - Devonshire Blackleg 1728
    - Snip 1736
      - Snap 1750
        - Goldfinder 1764

    - Blaze 1733
      - Sampson 1745
        - Engineer 1756
          - Mambrino 1768 
            - Messenger 1780
              - Mambrino II 1806　この馬までサラブレッド
                - Abdallah 1823　ここからスタンダードブレッド（アメリカントロッター）とされる
                  - Hambletonian10 1849　（スタンダードブレッドの根幹種牡馬）
                    - George Wikes 1856
                      - William L 1882
                        - Axtel 1886
                          - Guy Axworthy 1902

                    - Electioneer 1868
                      - Chimes 1884
                        - The Abbe 1903
                          - Abbedale 1917

                    - Happy Medium 1863
                      - Pilot Medium 1879
                        - Peter the Great 1895
                          - Peter Scott 1909
                            - Scotland 1925
                              - Spencer Scott 1937
                                - Rodney 1944
                                  - Speedster 1954
                                    - Speedy Scot 1960
                                      - Speedy Crown 1968 → Moni Maker 1993
                                        - Speedy Somolli 1975
                                          - Waikiki Beach 1984
                                            - Varenne 1995